# Per Svensson
Per Oskar Svensson, detto Pelle (Sollefteå, 6 febbraio 1943 – Sundsvall, 17 dicembre 2020) è stato un lottatore svedese, specializzato nella lotta greco-romana.

## Biografia
Dopo il ritiro conseguì la laurea in diritto e divenne avvocato. Ebbe modo di seguire casi importanti.
Svensson è morto a seguito di un tumore nel dicembre 2020 all'età di 77 anni. Aveva tre figli.

## Palmarès

### Olimpiadi
- 1 medaglia:
  - 1 argento (Tokyo 1964 nei 97 kg)

### Mondiali
- 2 medaglie:
  - 2 ori (Edmonton 1970 nei 100 kg; Sofia 1971 nei 100 kg)

### Europei
- 5 medaglie:
  - 2 ori (Modena 1969 nei 100 kg; Berlino 1970 nei 100 kg)
  - 3 bronzi (Essen 1966 nei 97 kg; Minsk 1967 nei 97 kg; Västerås 1968 nei 97 kg)